# Cyclopentanol
Cyclopentanol ist eine chemische Verbindung aus der Gruppe der Alkohole.

## Vorkommen

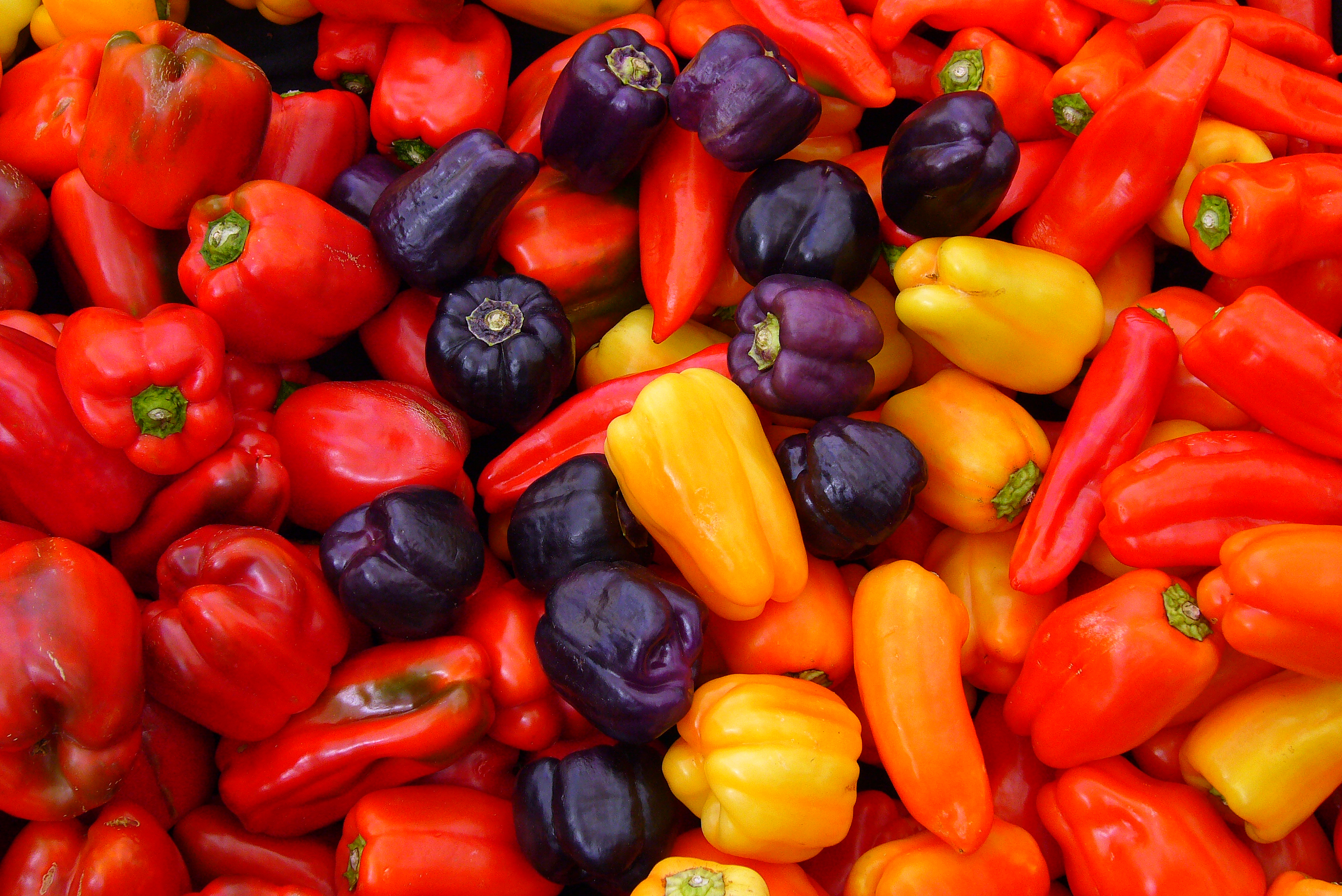
Spanischer Pfeffer

Cyclopentanol kommt natürlich in Passionsfrüchten, Spanischem Pfeffer (Capsicum annuum) und in geringen Mengen in Pfefferminze (Mentha x piperita) vor.

## Gewinnung und Darstellung
Cyclopentanol kann durch Reduktion von Cyclopentenon oder Cyclopentanon mit Natriumborhydrid gewonnen werden.
{\displaystyle {\ce {NaBH4 + 4C5H8O + 2H2O -> 4C5H9OH + NaBO2}}}

## Eigenschaften
Cyclopentanol ist eine entzündliche farblose Flüssigkeit mit unangenehmem Geruch, die schwer löslich in Wasser ist.

## Verwendung
Cyclopentanol wird zur Herstellung von Arzneimitteln, Kosmetika und Herbiziden verwendet.

## Sicherheitshinweise
Die Dämpfe von Cyclopentanol können mit Luft ein explosionsfähiges Gemisch (Flammpunkt 51 °C, Zündtemperatur  375 °C) bilden.